# Lotte Letschert
Lotte Letschert (* 1983 in Berlin) ist eine deutsche Filmschauspielerin.
Letschert gab ihr Debüt 2000 in einer Episode der RTL-Krimiserie Im Namen des Gesetzes. Es folgte eine Hauptrolle in dem Kinofilm Kleine Kreise. Ihre bekannteste Rolle hatte sie 2004 und '05 in der von ProSieben ausgestrahlten Fernsehserie 18 – Allein unter Mädchen, in der sie die Schülerin Ann-Kristin verkörperte. Zuletzt war Letschert 2009 in dem Fernsehfilm Die Ex bin ich als Schauspielerin tätig.
2007 bis 2010 absolvierte Letschert eine Ausbildung zur Grafik- und Kommunikationsdesignerin. Seit 2012 arbeitet sie als Grafikdesignerin.

## Filmografie
- 2000: Im Namen des Gesetzes (Fernsehserie, Gastauftritt)
- 2001: Kleine Kreise
- 2001: Küstenwache (Fernsehserie, Gastauftritt)
- 2001: Für alle Fälle Stefanie (Fernsehserie, Gastauftritt)
- 2002: Dein Mann wird mir gehören! (Fernsehfilm)
- 2002: Der letzte Zeuge (Fernsehserie, Gastauftritt)
- 2003, 2006: SOKO Leipzig (Fernsehserie, zwei Gastauftritte)
- 2004: In aller Freundschaft (Fernsehserie, Gastauftritt)
- 2004–2007: 18 – Allein unter Mädchen (Fernsehserie)
- 2007: Einfache Leute (Fernsehfilm)
- 2008–2009: Pietshow (Fernsehserie)
- 2009: Die Ex bin ich (Fernsehfilm)